# Empire of Sports
Empire of Sports était un jeu de sport en ligne massivement multijoueur, développé par F4, et sorti en 2009.
Il en existait différentes versions selon les langues dont une version en anglais, une version espagnole, et une version allemande.
Ce jeu étant un Free to play, il était donc gratuitement téléchargeable sur le site officiel, et ne comportait pas de paiement sous forme d’abonnement (sauf itemmall).
Le niveau maximum est à 100.
Le 21 avril 2016 est annoncé la fin d'exploitation du jeu avec l’arrêt des serveurs, le jeu n'était plus mis a jour depuis 2011 et le site web inaccessible depuis plusieurs jours avant l’arrêt du jeu.

## Système de jeu
En phase de « Prologue » (dont les objectifs annoncés ressemblent beaucoup à ceux d'une beta ouverte), Empire of Sports tente de combiner la profondeur des jeux de rôle – l’attachement à un personnage qu’on fait progresser – et la dynamique compétitive des jeux de sports. Cette association s’inscrit dans le cadre d’un monde online persistant permettant à des joueurs du monde entier de se rencontrer en temps réel et de s’affronter lors d’épreuves sportives.
On y dirige un avatar (un double virtuel) dont les caractéristiques physiques et physiologiques progressent au fur et à mesure qu'on le fait participer à des épreuves sportives. Les sports actuellement jouables en compétition amicale ou officielle sont le football, le tennis, le ski, le basketball, l'athlétisme et le bobsleigh. D'autres disciplines sportives sont consacrées à l'entraînement et au développement physique de l'avatar, comme la danse et le tir.
Le 21 avril 2016 est annoncé l’arrêt définitif du jeu.

## Vision du jeu
Plus qu’un jeu, Empire of Sports a voulu être un univers entièrement consacré au sport. Des compétitions virtuelles rappellent les compétitions du monde réel, comme leur Kangaroo Open 2009, qui s'est tenu en même temps que l'Open d'Australie 2009, ou leurs Championnats du monde de ski alpin 2009, qui se sont tenus en même temps que les vrais Championnats du monde.
Les fans de sport pouvait trouver dans ce jeu une extension de leur passion également au travers d'un certain nombre de grands noms du sport qui y ont une représentation virtuelle. Par exemple, on pouvait rencontrer les doubles virtuels de l'ancienne gloire du tennis Justine Henin et de son entraîneur Carlos Rodriguez, de la star du basket Joakim Noah ou de l'ancien footballeur Ian Rush, mais on pouvait également visiter le fan club du FC Barcelone, entrer dans la boutique virtuelle de L'Equipe.fr, ou encore se balader dans  le club-house de la Fédération Internationale de Bobsleigh et de Tobogganing.
En 2009, Empire of Sports a organisé en partenariat avec la Fédération française de tennis la première édition virtuelle des Internationaux de France de tennis avec la compétition Roland-Garros : The Virtual Tournament, du 18 mai au 6 juin, compétition renouvelée en 2010, du 15 mai au 5 juin. Cette compétition est également renouvelée en 2011 puis en 2012, via une déclinaison du tennis accessible sur navigateur.
Empire of Sports a également organisé un évènement de football appelé L'équipe Football Tour (EFT) compétition phare du jeu (en football). Le tennis a aussi son évènement avec L'Equipe Tennis Tour (ETT), aboutissant à l'organisation finale d'un tournoi nommé ETT masters, réunissant chaque saison les meilleurs joueurs de tennis de l'année.

## Configuration requise
Minimale :
- processeur Intel ou AMD 2 GHz
- carte graphique compatible DirectX 9 et pixel shader 2.0
- 1 Go de RAM
- 3 Go d'espace sur le disque dur

Recommandée :
- processeur Intel Core Duo ou AMD X2 3-4Ghz
- carte graphique compatible DirectX 9 et pixel shader 2.0
- 2 Go de RAM
- 3 Go d'espace sur le disque dur